# Ormetica taeniata
Ormetica taeniata là một loài bướm đêm thuộc phân họ Arctiinae, họ Erebidae.